# 星島日報
星島日報（せいとうにっぽう、英語: Sing Tao Daily）は香港に本部がある星島新聞グループが発行する中国語繁体字の新聞である。1935年に胡文虎が創刊。世界の華僑に読者を持ち、香港だけでなく、米国、カナダ、オーストラリアで地方版が発行されている。政治的見解は時の政府寄りで、現在は中国政府寄りであるといわれるので、台湾で同じく中国語繁体字で発行されている『聯合報』（海外の系列会社が米国、フランス、タイ、インドネシアで『聯合報系の新聞#世界日報』も発行）、『中国時報』などと対比される。